# 高野長英
高野 長英（たかの ちょうえい、文化元年5月5日〈1804年6月12日〉- 嘉永3年10月30日〈1850年12月3日〉） 江戸時代後期の医者・蘭学者。通称は悦三郎、諱は譲（ゆずる）。号は瑞皐（ずいこう）。実父は後藤実慶。養父は伯父・高野玄斎。江戸幕府の異国船打払令を批判し開国を説くが、弾圧を受け、死去した。1898年（明治31年）7月4日、その功績により正四位を追贈された。主著に『戊戌夢物語』・『わすれがたみ』・『三兵答古知機』など。また、オランダ語文献の翻訳作業も多く行っている。

## 生涯

### 誕生
陸奥国仙台藩の一門である水沢領主水沢伊達家家臣・後藤実慶、侍医高野玄斎の妹美代の三男として生まれる。養父の玄斎は江戸で杉田玄白に蘭法医術を学んだことから家には蘭書が多く、長英も幼いころから新しい学問に強い関心を持つようになった。文化9年（1812年）、父後藤実慶死去。文化8年（1813年）、母方の叔父高野玄斎の養嗣子となる。
文政3年（1820年）17歳、実兄後藤堪斎に同行して江戸に行き、杉田伯元（杉田玄白の養子）の門に入る。文政4年（1821年）、杉田塾を辞し、吉田長淑の内弟子となり、オランダ医学をおさめる。文政5年（1822年）、吉田長淑に認められ、師の長の文字を貰い受けて「長英」を名乗った。同年秋、日光、筑波山等において採薬に従事、また蘭語文法の研究を始める。

### シーボルト事件
文政8年（1825年）22歳、長崎に留学してシーボルトの鳴滝塾で医学・蘭学を学ぶ。文政9年（1826年）、蘭語論文をシーボルトに提出、ドクトルの称号を受ける。
文政11年（1828年）、シーボルト事件が起き、二宮敬作や高良斎など主だった弟子も捕らえられて厳しい詮議を受けたが、長英は長崎から逃れて身を隠した。文政10年（1827年）に義父玄斎が死去したため、長英は帰郷を求められていたが、天保元年（1830年）、家督を捨て他家に禄仕しないことを誓う。

### 渡辺崋山との出会い
天保元年（1830年）、江戸に戻り、麹町貝坂で町医者として大觀堂学塾（蘭学塾）を開業する。天保2年（1831年）、郷里から母を迎える。天保3年（1832年）、日本最初の生理学書『西説医原枢要』第1巻を刊行。同年、近くに住んでいた三河田原藩重役渡辺崋山と知り合う。崋山の依頼で、小関三英や鈴木春山とともに蘭学書の翻訳に当たった。
天保3年（1832年）、紀州藩儒官遠藤勝助の主宰する、天保の大飢饉の対策会である尚歯会に入り、崋山や藤田東湖らとともに中心的役割を担った。早ソバとジャガイモの栽培をすすめる『二物考（勧農備荒二物考）』を執筆、崋山が挿絵を描いた。
鳴滝塾出身者の宴会で、オランダ語以外の言葉を使うと罰金をとるという決まりが設けられた。多くの者は酒が入るうちついつい日本語をしゃべって罰金を取られていたが、長英のみオランダ語を使い続けていた。それを妬んだ仲間の伊東玄朴が、長英を階段から突き落としたが、長英は「GEVAARLIJK!」（オランダ語で「危ない！」）と叫んだ、という逸話がある。

### 蛮社の獄

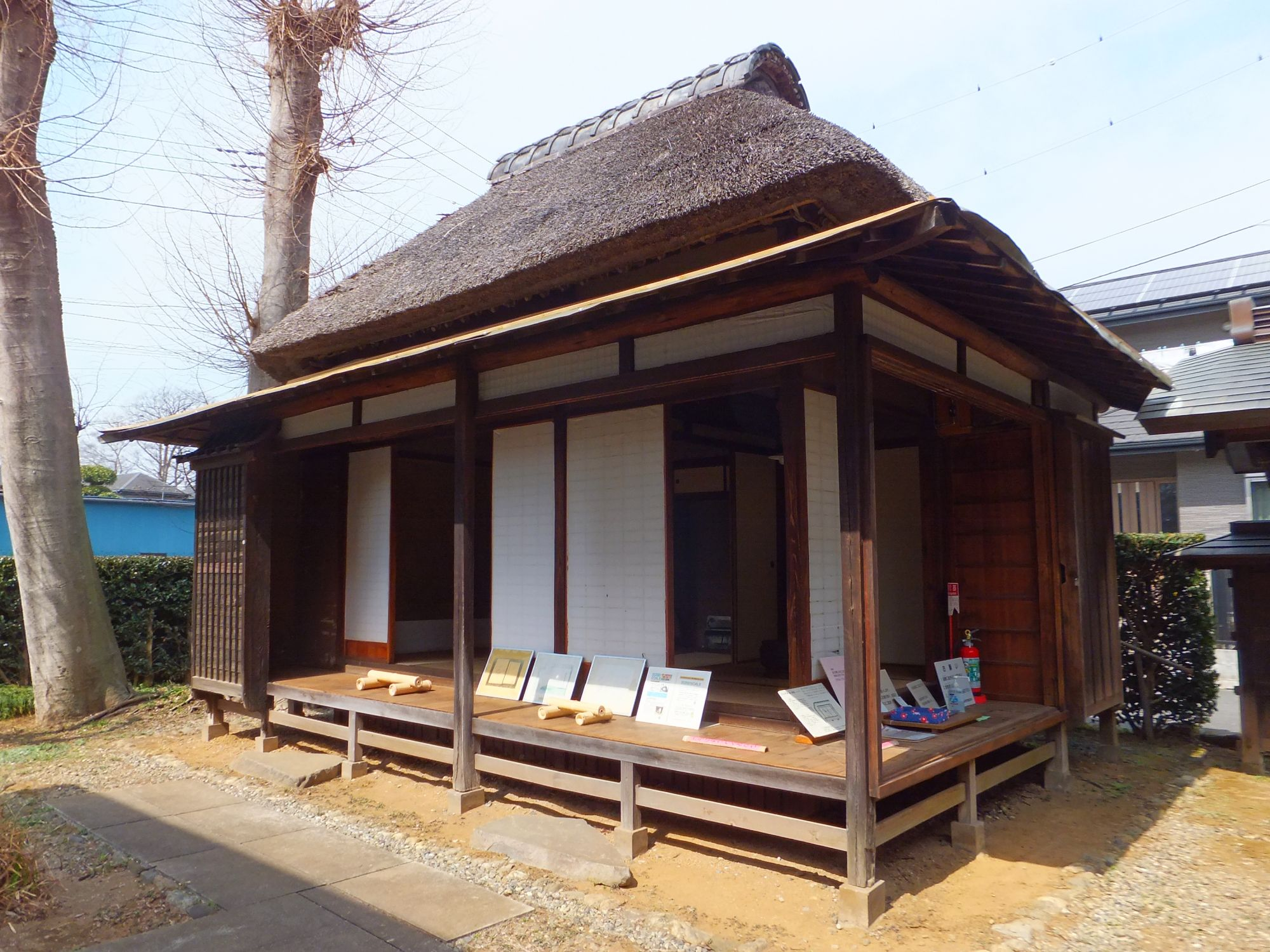
旧高野家離座敷（さいたま市緑区）

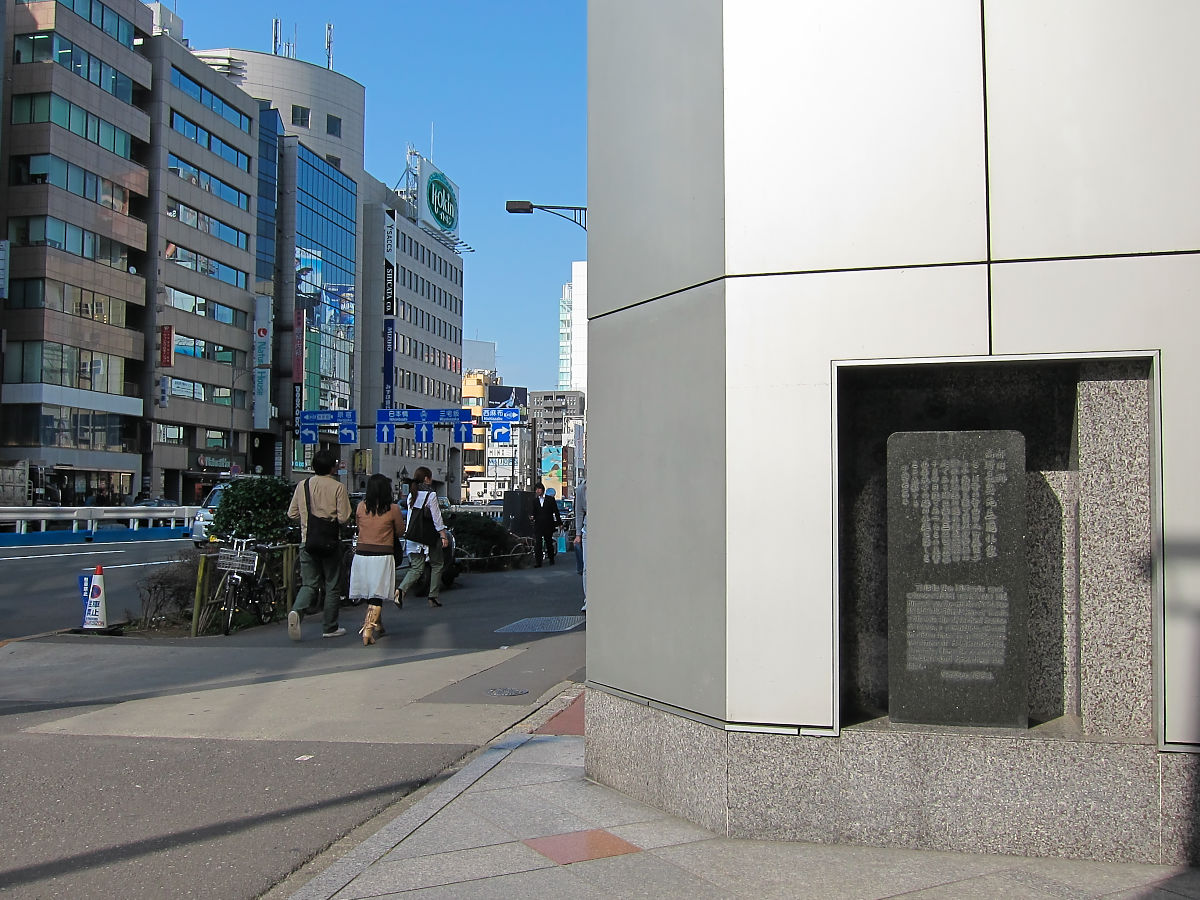
南青山の「高野長英先生隠れ家」の碑

天保8年（1837年）、異国船打払令に基づいてアメリカ船籍の商船モリソン号が打ち払われるモリソン号事件が起きた。天保9年（1838年）、『戊戌夢物語』を著し幕府の攘夷策に反対する。
天保10年（1839年）、蛮社の獄が勃発。同年5月、長英も幕政批判のかどで捕らえられ。同年12月、永牢終身刑の判決が下って伝馬町牢屋敷に収監。牢内では服役者の医療に努め、また劣悪な牢内環境の改善なども訴えた。これらの行動と親分肌の気性から牢名主として祭り上げられるようになった。獄中で『わすれがたみ』を著し、無実を主張する。
弘化元年（1844年）6月30日、牢屋敷の火災による「切り放ち」に乗じて脱獄。この火災は、長英が牢で働いていた非人栄蔵をそそのかして放火させたとの説が有力である。切り放ち後、長英は再び牢に戻って来ることはなかった。脱獄後の経路は詳しくは不明ながらも、大間木村（現：さいたま市緑区）の高野隆仙のもとに匿われた。高野家離座敷は文化財として公開されている。後に、一時江戸に入って鈴木春山に匿われ、兵学書の翻訳を行うも春山が急死。鳴滝塾時代の同門・二宮敬作の案内で伊予宇和島藩主伊達宗城に庇護され、嘉永元年四月から家老櫻田佐渡の別邸に潜伏し、宗城の下で兵法書など蘭学書の翻訳や、砲台適地の調査、砲台図面の作成、藩士への洋学教授、宇和島藩の兵備の洋式化等に従事した。主な半翻訳本に砲家必読11冊がある。このとき彼が築いた久良砲台（愛南町久良）は、当時としては最高の技術を結集したとされる。
しかし、この生活も長くは続かず、嘉永二年初春、宇和島滞在が幕府に露見したとの情報が入り、江戸に戻り、「沢三伯」の偽名を使って町医者を開業した。このとき、江戸では既に長英の人相書きが出回っていたことと、医者になれば人と対面する機会が多くなり、誰かに見破られることも十分に考えられたため、逃亡生活の最中に硝酸で顔を焼いて人相を変えていたとされている。
麻布宮村町（現在の東京・元麻布）、郷里水沢、麻布本村町（同・南麻布）と所を変え妻子と共に隠棲していたが、嘉永3年（1850年）10月30日、江戸の青山百人町（現在の南青山5丁目）に潜伏していたところを何者かに密告された。南町奉行遠山景元配下の同心や捕方らに踏み込まれて捕縛されて自刃した。

## 評価
- 勝海舟 「高野長英は有識の士だ。その自殺する一ヶ月ばかり前に横谷宗與の紹介で、夜中におれの家へ尋ねて来て、大いに時事を談論して、さて帰り際になって、おれに言うには、拙者は只今潜匿の身だから、別に進呈すべき物もないけれど、これはほんの志ばかりだといって、自分が謄寫した徂徠の『軍法不審』を出してくれた」[13]

## 故郷水沢での長英

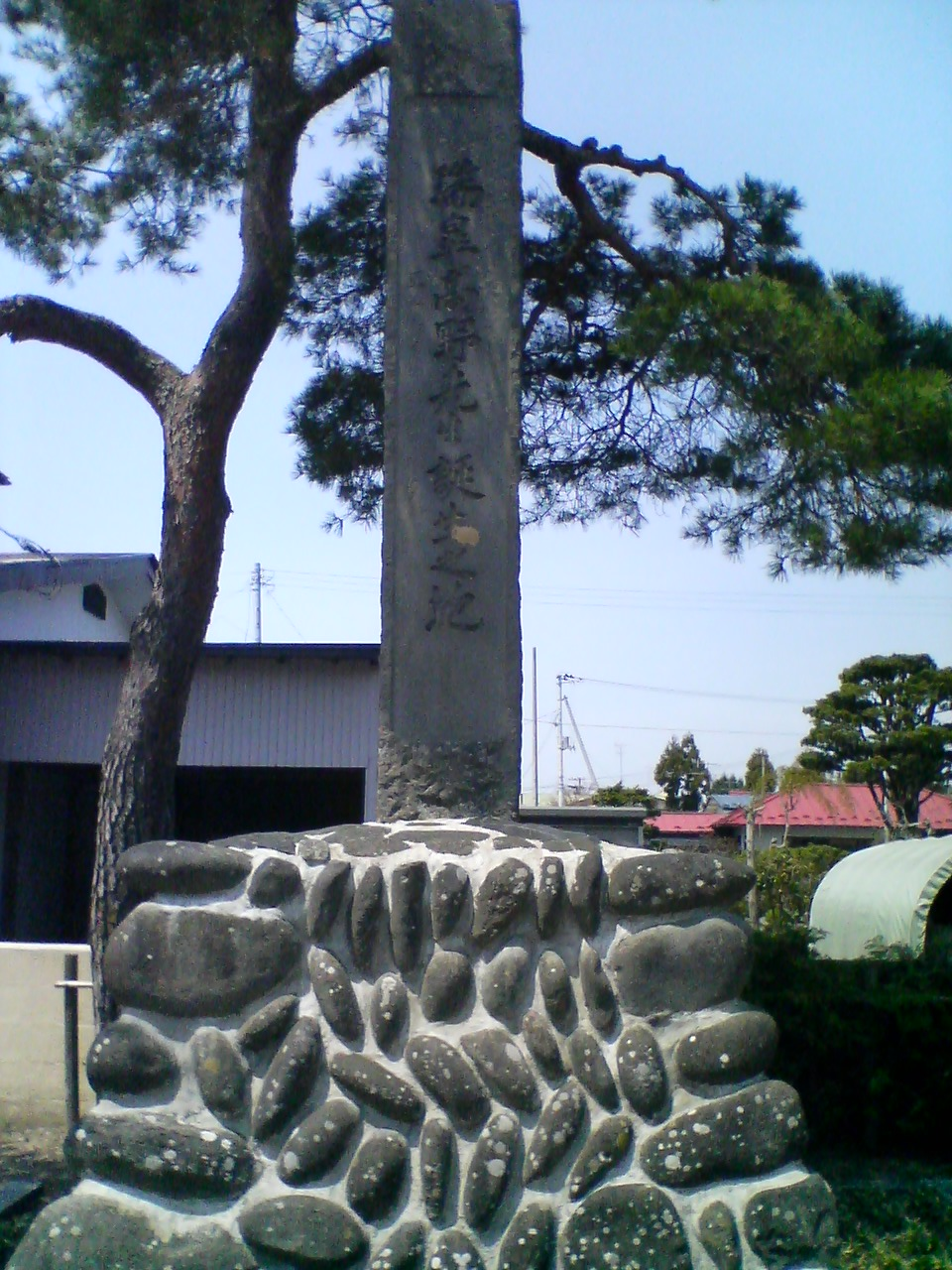
高野長英誕生の地の碑（岩手県奥州市水沢）

岩手県奥州市水沢（旧・水沢市）では、長英は三偉人（高野長英・後藤新平・斎藤実）の一人として扱われている。また、小学校ではよく総合的な学習の時間で取り上げられ、その生涯・功績を学んでいる。また、平成16年（2004年）には高野長英の生誕200年ということで、水沢では色々なイベントが行われた。
1971年（昭和46年）に岩手県奥州市水沢中上野町に奥州市立高野長英記念館が設立された。

## 著作文献
- 『高野長英全集』（全6巻） 第一書房、1978年 - 1982年。順に「医書1」「医書2」「兵書」「雑書」「砲家必読」「蘭文」。
- 『華山・長英論集』岩波書店〈岩波文庫〉、1978年8月16日。ISBN 4003302516。佐藤昌介校注。
- 『日本の名著25 高野長英ほか』 佐藤昌介責任編集、中央公論社、現代語訳。

## 伝記
- 鶴見俊輔 『評伝高野長英』 藤原書店、2007年、旧版を改訂。
  - 元版『高野長英』 朝日選書。のち『鶴見俊輔集 続3』筑摩書房、2002年に収録
- 佐藤昌介 『高野長英』 岩波新書、1997年
- 高野長運 『高野長英伝』 岩波書店、再増訂版1972年、元版は戦前刊

## 高野長英が登場する作品
小説
- 山田風太郎『伝馬町から今晩は』 （短編、河出文庫ほか）
- 吉村昭『長英逃亡』（1983年に毎日新聞連載小説。のち新潮文庫・岩波書店「吉村昭歴史小説集成」で再刊）
- 山手樹一郎『崋山と長英』（春陽堂文庫で再刊）
- 黒崎裕一郎『蘭と狗 長英破牢』（講談社文庫・徳間文庫で再刊）
- ジェームス三木『ドクトル長英』 日本放送出版協会、2004年
- 青山淳平『長英逃亡潜伏記 高野長英と伊達宗城異聞』 光人社、2008年
- 河治和香『国芳一門浮世絵草紙』 小学館文庫 全5巻、2007年～2011年

戯曲
- 真山青果『玄朴と長英』（短編、岩波文庫ほか）

テレビドラマ
- 花の生涯（1963年、NHK大河ドラマ）演：須永宏
- 天下堂々（1973年、NHK）演：寺田農
- 勝海舟（1974年、NHK大河ドラマ）演：戸浦六宏
- 新 必殺からくり人（1977年、朝日放送・松竹）演：近藤正臣
- 影の軍団Ⅳ（1985、KTV / 東映）第19話～20話、演：中野誠也
- 父子鷹（1994年、日本テレビ・松竹）演：山内としお
- 大追跡! 江戸〜上州〜みちのく〜四国（1997年5月、朝日放送・松竹）演：村上弘明
- 小吉の女房2（2021年、NHKBS時代劇）演：山口馬木也

漫画
- みなもと太郎『風雲児たち』（潮出版社、新版ワイド版リイド社）

アニメ
- 天保異聞 妖奇士（2006年 - 2007年）